# A.S.D. Cassino Calcio 1924
 Associazione Sportiva Dilettantistica Cassino Calcio 1924 là một câu lạc bộ bóng đá Ý đến từ Cassino, Lazio.
Câu lạc bộ được thành lập lại vào năm 2010 với tên ASD Nuova Cassino Calcio 1924 sau khi SS Cassino 1927 Srl bị phá sản. Câu lạc bộ đổi tên thành tên gọi hiện tại vào năm 2014.
Câu lạc bộ đã thi đấu một thời gian ngắn ở Serie C2 (Lega Pro Seconda Divisione), bộ phận thứ tư của giải đấu chuyên nghiệp Ý. Giải đấu đã bị bãi bỏ vào năm 2014. Serie D, cấp độ hiện tại mà Cassino đang tham gia, kể từ năm 2014 là cấp độ cao thứ tư của giải bóng đá Ý, nhưng là bộ phận hàng đầu của bóng đá không chuyên nghiệp (nghiệp dư).

## Lịch sử

### Thành lập
Câu lạc bộ được thành lập vào năm 1924    và đã chơi và giành được vị trí đầu tiên ở Serie D Bảng G trong mùa giải 2005-06; do đó, Cassino sẽ chơi mùa 2006-07 ở Serie C2 cho đến 2009-10 Lega Pro Seconda Divisione.
Câu lạc bộ cũng đổi tên từ SS Cassino 1927 thành SS Cassino 1927 Srl vào mùa 2006-07.
Vào tháng 7 năm 2010, do câu lạc bộ không đáp ứng yêu cầu tài chính, câu lạc bộ đã bị trục xuất khỏi giải đấu chuyên nghiệp.

### Thành lập lại
Một câu lạc bộ thay thế được thành lập để đại diện cho thị trấn là ASD Nuova Cassino Calcio 1924 vào năm 2010. Câu lạc bộ được tham gia vào Promozione Lazio nhờ vào điều 52 của NOIF.
Mùa 2013-14, đội bóng cuối cùng đã được thăng hạng lên Eccellenza Lazio, giải đấu hàng đầu của giải bóng đá khu vực Lazio.
Vào giữa năm 2014, câu lạc bộ đã xác định lại tên của mình, chỉ cần xóa tiền tố "Mới" (tiếng Ý: Nuova). Câu lạc bộ cũng sáp nhập với AC Montecassino, một đội nhỏ của thành phố cùng một lúc. Câu lạc bộ đã được cấp số đăng ký mới 940.720.